# Mujeres insólitas
Mujeres insólitas va ser una sèrie de televisió, emesa per TVE en 1977, amb direcció de Cayetano Luca de Tena, guions de José López Rubio, decorats d'Emilio Burgos i música de Julio Mengod.

## Argumento
La sèrie recrea, en cadascun dels seus episodis, moments rellevants de dones que van ser destacades al llarg de la Història, com Cleòpatra, la Princesa d'Éboli, Agnès de Castro o Anna Bolena. El fil conductor és Pepe, personatge murri abillat a la manera actual i interpretada per l'actor Luis Varela.

## Capítols i intèrprets
- El ángel atosigador (1 de febrer de 1977) 
  - María del Puy... Marquesa de Brinvilliers
  - Juan Santamaría ... Marquès de Brinvilliers
  - Carlos Ballesteros... Sainte-Croix
  - Vicente Vega ... Senyor D'Aubry
  - Jaime Blanch... Descrez
  - José Franco ... Comissari Picard
  - Gabriel Llopart... President Lamoignon
  - Julia Tejela ... Majordoma
  - Joaquín Pamplona... Oficial de Policia
  - María Álvarez ... Monja
  - Luis Varela... Pepe
- La segunda señora Tudor (8 de febrer de 1977) 
  - Teresa Rabal... Anna Bolena
  - Javier Loyola ... Enric VIII d'Anglaterra
  - Andrés Mejuto... Thomas More
  - José María Caffarel... Cardenal Wolsey
  - Gabriel Llopart ... Norlok
  - Alfredo Cembreros ... Chamberlain
  - Encarna Paso... Caterina d'Aragó
  - Montserrat Julió ... Lady Isabel
  - Luis Varela... Pepe
- La tumultuosa Princesa d'Eboli (15 de febrer de 1977) 
  - Marisa de Leza... Princesa d'Éboli
  - Ricardo Merino... Antonio Pérez
  - Miguel Ángel ... Felip II
  - Rafael Navarro... Ruy Gomez de Silva
  - Luisa Sala... Teresa de Jesús
  - Lola Lemos... Comtessa de Melito
  - Ignacio de Paúl ... Comte de Melito
  - Julia Trujillo... Mare Isabel
  - Francisco Sanz ... Comte de Cifuentes
  - Enrique Vivó ... Escobedo
  - Álvaro de Luna... Capità
  - Luis Varela... Pepe
- Nuestra Señora de Termidor (22 de febrer de 1977) 
  - María Massip... Teresa Cabarrús
  - Manuel Tejada... Juan Lamberto
  - Carmen Lozano ... María Antonia
  - Enrique Cerro ... Barrás
  - José Caride... Francisco Cabarrús
  - Estanis González... Comissari
  - Joaquín Pamplona ... Policia
  - Diana Salcedo ... Senyora Boyer
  - Luis Varela... Pepe
- La Sierpe del Nilo (1 de març de 1977) 
  - Rocío Dúrcal... Cleòpatra
  - Luis Prendes... Juli Cèsar
  - Víctor Valverde... Marc Antoni
  - Jesús Nieto... Tolomeu
  - Vicente Vega ... Teodot
  - José Franco ... Eunuc
  - Luis Varela... Pepe
- La reina después de muerta (8 de març de 1977) 
  - Carmen de la Maza... Agnès de Castro
  - Tomás Blanco... Joan Manuel de Castella
  - Andrés Mejuto ... Alfons IV de Portugal
  - Manuel Gallardo... Príncep Don Pedro
  - Estanis González ... Diego López Pacheco
  - Miguel Ángel ... Pedro Coelho
  - Rafael Navarro ... Miguel Ángel Alvar González
  - Gabriel Llopart ... Ambaixador de Castella
  - Mercedes Sampietro... Donya Constanza
  - Almudena Cotos ... Infanta de Navarra
  - Ramón Durán ... El Conestable
  - Lola Muñoz ... Violant
  - Luis Varela... Pepe
- La reina loca de amor (15 de març de 1977) 
  - Julia Gutiérrez Caba... Joana de Castella
  - Manuel Tejada... Felip el Bell
  - Luisa Sala ... Isabel I de Castella
  - Jaime Blanch ... Francesc de Borja
  - Gabriel Llopart ... Lluís XII de França
  - Rafael Navarro ... Cardenal Cisneros
  - José Crespo ... Almirall de Castella
  - José Caride ... Don Juan Manuel
  - Ramón Durán ... Fray Matienzo
  - José Blanch... Don Juan de Fonseca
  - Jesús Enguita... Mestre de Cerimònies
  - José Morales ... Gran Xambel·là
  - Luis Varela... Pepe

- - María Luisa Merlo... Margarita Steinhel
  - Ramón Durán ... Stenheil
  - Jesús Enguita ... Bonnat
  - Andrés Mejuto ... Jutge Laydet
  - Tomás Blanco ... Jutge Andre
  - Gabriel Llopart ... Maurice Sorderel
  - Rafael Navarro ... Fiscal
  - Félix Navarro... Eugène Locard
  - Manuel Torremocha... President del Tribunal
  - Joaquín Pamplona ... Senyor Japi
  - Ana del Arco ... Senyora Japi
  - Mario Álex ... President del Club Alpí
  - Julián Argudo ... President Felix Faure
  - Mery Leyva ... Marietta Wolff
  - Roberto Cruz ... Remy Coullard
  - José Luis Heredia ... Doctor Almeray
  - José Enrique Camacho... Jean Hamlin
  - Luis Varela... Pepe